# HD 203842
HD 203842 är en ensam stjärna belägen i den norra delen av stjärnbilden Lilla hästen. Den har en skenbar magnitud av ca 6,33 och kräver åtminstone en handkikare för att kunna observeras. Baserat på parallax enligt Gaia Data Release 2 på ca 10,0 mas, beräknas den befinna sig på ett avstånd på ca 327 ljusår (ca 100 parsek) från solen. Den rör sig närmare solen med en heliocentrisk radialhastighet på ca -33 km/s.

## Egenskaper
HD 203842 är en gul till vit jättestjärna av spektralklass F5 III. Den har en massa som är ca 0,96 solmassor, en radie som är ca 3,5 solradier och har ca 21 gånger solens utstrålning av energi från dess fotosfär vid en effektiv temperatur av ca 6 500 K.
HD 203842 har ett överskott av järn, som är ca 209 procent av solens.